# Ding Shan-de
Ding Shan-de (chinesisch 丁善德, Pinyin Dīng Shàndé, W.-G. Ting Shan-te; * 12. November 1911 in Kunshan, Jiangsu; † 8. Dezember 1995 in Shanghai, Volksrepublik China) war ein chinesischer Komponist.
Er studierte an der Musikhochschule Shanghai ab 1928 das Spiel der viersaitigen Laute Pipa bei Zhu Ying, ab 1929 Klavier bei dem Russen Boris Stepanowitsch Sacharow und Komposition bei Huang Zhi. In den nächsten Jahren unterrichtete er selbst, zunächst ab 1935 an einer Musikfachschule in Tianjin, dann von 1938 bis 1945 wegen des Vorrückens japanischer Truppen im Zweiten Japanisch-Chinesischen Krieg an den Konservatorien Shanghai und Nanjing. Gleichzeitig vertiefte er ab 1942 seine Studien in Shanghai bei dem Berliner Komponisten Wolfgang Fraenkel, der wegen seiner jüdischen Herkunft nach China emigriert war. 1947 ging Ding nach Paris, um am Conservatoire Kontrapunkt und Fuge bei Noël Gallon sowie Instrumentation und Komposition bei Tony Aubin, Nadia Boulanger und Arthur Honegger zu studieren. 1949 wurde er Professor am Konservatorium Shanghai, wo er ab 1950 auch als Dekan der Kompositionsabteilung und ab 1956 als Vize-Direktor tätig war. Auch international galt er als anerkannte Autorität und war als Juror gefragt, u. a. beim Chopin-Wettbewerb in Warschau 1960, beim Tschaikowski-Wettbewerb in Moskau 1962 und beim Concours Musical Reine Elisabeth in Belgien 1964. Zu Zeiten der Kulturrevolution (1966–1976) war er als „westlich“ orientierter Komponist Anfeindungen ausgesetzt, ein Teil seiner Werke wurde öffentlich verbrannt. Nach zehnjähriger Unterbrechung konnte er wieder komponieren und seine Lehrtätigkeit bis zur Emeritierung Mitte der 1980er Jahre aufnehmen. Zu seinen Schülern zählten Chou Wen-chung, Chen Gang und Xu Shuya.

## Schaffen
Er schrieb Werke für Orchester, darunter Sinfonien, Suiten und Ouvertüren, Konzerte, Kantaten, Kammer-, Klaviermusik und Lieder. In China errang er erste Aufmerksamkeit mit der Klaviersuite Spring Trip (1945), in Paris mit seiner New China Symphonic Suite (1949) – seit den Lehrjahren in Frankreich fanden sich auch Einflüsse des Impressionismus in seinem Werk. Einen Höhepunkt seines Schaffens markierte die 1959 entstandene Kantate Ode to the Huangpu River, in der er die Geschichte Shanghais zum Thema machte. Seine berühmteste Komposition war die 1962 vollendete Sinfonie The Long March, betitelt nach dem Langen Marsch, dem Heldenmythos vom Rückzug der Roten Armee unter Mao Tse-Tung 1934/35 – stilistisch ist dieses epische Werk in der Spätromantik angesiedelt, zeigt aber auch Einflüsse von Schostakowitsch. Die fünf Sätze tragen Überschriften wie Embarking on the Road und Crossing Snow Mountains and Grasslands, insgesamt weist das Werk auch filmmusikalische Züge auf. Besonders in der Entwicklung der sinfonischen Musik seines Landes spielte Ding Shan-de eine entscheidende Rolle. Über die Grenzen Chinas hinaus bekannt wurde außerdem seine Klaviermusik. Zudem hinterließ Ding auch theoretische Schriften, u. a. die 1952 erschienene Methode des Kontrapunkts, die auf Abhandlungen von Marcel Dupré und von seinem vormaligen Lehrer Noël Gallon gründete.

## Trivia
Ein Enkel von Ding Shan-de ist Yu Long, Chefdirigent des Shanghai Symphony Orchestra, Künstler u. a. bei Deutsche Grammophon und Träger des Bundesverdienstkreuzes.

## Werke (Auswahl)

### Orchester
- New China Symphonic Suite, 1949
- Long March, Sinfonie, 1962
- Spring, sinfonisches Poem
- Symphonic Overture
- Piano Concerto in B flat major, 1984

### Orchester und Chor
- Ode to the Huangpu River, Kantate, 1959

### Kammermusik
- String Quartet in E minor
- Piano Trio in C major

### Klavier
- Spring Trip, 1945
  - Dance with the Morning Wind
- Three Preludes, 1948
- Variations on Themes of Chinese Folk-songs, 1948
- A children’s piano suite: Merry Holiday, 1953
- Xinjiang Dances Nr. 1, 1950, und 2, 1955
- Toccata, 1958
- Four Little Preludes and Fugues, 1988

### Gesang
- Blue Mist, 1958
- My Husband gives Me a Sunflower, 1961
- Ode to Orange

## Diskografie (Auswahl)
- The Long March Symphony (gekürzte Version) - Nagoya Philharmonic Orchestra, Lim Kek-Tjiang, Marco Polo HK-1004, 1978.
- The Long March Symphony - Hong Kong Philharmonic Orchestra, Yoshikazu Fukumura, Marco Polo HK 6.240187/88, 1984.
- The Long March Symphony - Slovak Radio Symphony Orchestra, Yu Long, Marco Polo 8.223579, 1994.
- The Long March Symphony - Russian Philharmonic Orchestra, Mak Ka-Lok, Hugo Records, 1995.
- The Long March Symphony - Shanghai Symphony Orchestra, Yu Long, Deutsche Grammophon 0289 483 6449 7, 2019.
- Piano Concerto in B-Flat, op.23 - Louis Lortie, Shanghai Symphony Orchestra, Wong Khachun, Classic [nur Streaming], 2018[12].
- Children’s Suite - Chen Jie, Naxos 8.570602, 2007.
- Spring Suite [und andere Werke für Klavier] - Ding Jiannuo, Marco Polo 82083, 2000.
- Xinjiang Dances Nos. 1 & 2 - Slovak Radio Symphony Orchestra, Adrian Leaper, Marco Polo 8.223408, 1991.
- Variations on a Chinese Folk Theme - Shanghai Philharmonic Orchestra, Cao Peng, Marco Polo 8.223956, 1995.
- Variations on a Xinjiang Folk Tune - Shanghai Philharmonic Orchestra, Cao Peng, Marco Polo 8.223956, 1995.